# Sherghāti
Sherghāti är en ort i Indien.   Den ligger i distriktet Gayā och delstaten Bihar, i den östra delen av landet, 900 km sydost om huvudstaden New Delhi. Sherghāti ligger 151 meter över havet och antalet invånare är 35 279.
Terrängen runt Sherghāti är platt. Runt Sherghāti är det tätbefolkat, med 982 invånare per kvadratkilometer. Närmaste större samhälle är Hunterganj, 14,1 km söder om Sherghāti. Trakten runt Sherghāti består till största delen av jordbruksmark.